# Batallón Antiaéreo
El Batallón Antiaéreo (BIAA) es una unidad militar de la Infantería de Marina de la Armada Argentina. Tiene su asiento en la Base Naval Puerto Belgrano, Punta Alta, provincia de Buenos Aires y es parte de la Fuerza de Infantería de Marina de la Flota de Mar (FAIF).

## Historia
Fue creado en 1974, pero reconoce a 1940 como año de creación en homenaje al Regimiento de Artillería Antiaérea N.º 1 (Ec.)
En 1978 estuvo desplegado en la Estación Aeronaval Río Grande (territorio nacional de Tierra del Fuego) durante la crisis entre Argentina y Chile.
En 1982 entró en combate en la guerra de las Malvinas combatiendo con tres lanzadores de misiles superficie-aire Tigercat de fabricación británica, doce cañones Hispano-Suiza HS.831 de 30 mm de fabricación suiza y sistemas MANPADS 9K32 Strela-2; todo al comando del capitán de corbeta Silva. Allí se enfrentó a los aviones Sea Harrier FRS.1 y Harrier GR.3.